# Так сложно любить отаку
«Так сложно любить отаку» (яп. ヲタクに恋は難しい Вотаку ни кой ва мудзукасий) — веб-манга, написанная и проиллюстрированная Фудзитой. Изначально выкладывалась на сайте Pixiv; привлекла внимание издательства Ichijinsha и начала публиковаться в апрельском номере его журнала Comic Pool от 2014 года. 
Премьера аниме-адаптации от студии A-1 Pictures прошла с 13 апреля по 22 июня 2018 года.
В 2019 году о лицензировании манги в России объявило издательство «Истари комикс».

## Сюжет
История рассказывает об офисных служащих Наруми Момосэ и Хиротаке Нифудзи, которые были знакомы с детства, но не виделись с 15 лет. Узнав о том, что работают в одной и той же компании, они начинают встречаться. Но будут ли у этих двоих идеальные отношения? Ведь не так то просто встречаться с отаку...

## Основные персонажи
Наруми Момосэ (яп. 桃瀬 成海 Момосэ Наруми) — главная героиня. 26 лет. День рождения: 3 мая. Знак Зодиака: Телец. Рост: 154 см. Группа крови: вторая. Увлекается мангой, аниме и идолами, рисует додзинси. Работает в офисе, но при этом даже не может управится с ксероксом. Яойщица. Имеет множество увлечений: косплей, яой-манга, отомэ-игры, вокалоиды. На работе изо всех сил старается не выдать в себе отаку. Коварна. Всю жизнь скрывает свои хобби от семьи и друзей, поэтому оказаться раскрытой — её самый большой страх. Часто влюбляется, но с мужчинами не везёт. Всегда считала, что драма в отношениях и сложная любовь — это романтично, и никак не может это перерасти. Несмотря на большой опыт в отношениях, не замечает, когда ей кто-то интересуется. Дружит с Хиротакой с самого детства, с той поры, когда она ещё не была отаку. Он единственный, с кем она может быть собой.
Сэйю: Ариса Датэ
Хиротака Нифудзи (яп. 二藤 宏嵩 Нифудзи Хиротака) — главный герой, 26-летний друг детства Наруми. День рождения: 20 марта. Знак Зодиака: Рыбы. Рост: 184 см. Вес: 70 кг (иногда меньше). Группа крови: третья. Привлекательный, работоспособный. С виду завидной холостяк, но на самом деле — заядлый геймер. Не может жить без игр. Окружающими людьми не интересуется. Не мизантроп, но предпочитает общаться с кем-то, только когда для этого есть конкретный повод. Всегда ходит с каменным лицом; может показаться, что он сдерживает эмоции, но это его обычное состояние. Почти нет друзей. В отличие от Наруми, не стесняется своих увлечений. Любит игры, сигареты и алкоголь (но много не пьёт, потому что всё равно не пьянеет). Предпочитает девушек с большой грудью (оправдывается тем, что все мужчины такие).
Сэйю: Кэнто Ито

## Медиа

### Манга
Манга публиковалась Фудзитой на сайте Pixiv с 17 апреля 2014 года, с 6 ноября 2015 года была перенесена на веб-сайт Comic Pool издательства Ichijinsha.  Последняя глава манги выйдет на pixiv Comic 16 июля 2021 года. Первый бумажный танкобон был опубликован 30 апреля 2015 года. Последним стал 11-й том, чей релиз состоялся 14 октября 2021 года.
Также манга была номинирована на сорок первую премию Kodansha Manga Award, где заняла девятое место среди самой рекомендуемой в 2017 году японскими книжными магазинами манги. Заняла первое место в ежегодном чарте Kono Manga ga Sugoi в 2016 году. В России изданием манги занимается издательство «Истари комикс».
Список томов
| №  | Японский             | Японский                                                                       | Русский              | Русский                |
| №  | Дата публикации      | ISBN                                                                           | Дата публикации      | ISBN                   |
| -- | -------------------- | ------------------------------------------------------------------------------ | -------------------- | ---------------------- |
| 1  | 30 апреля 2015 года  | ISBN 978-4-75-800846-4                                                         | Февраль 2020 года    | ISBN 978-5-907014-77-0 |
| 2  | 31 марта 2016 года   | ISBN 978-4-75-800899-0                                                         | Февраль 2020 года    | ISBN 978-5-907014-78-7 |
| 3  | 23 декабря 2016 года | ISBN 978-4-75-800934-8                                                         | Февраль 2020 года    | ISBN 978-5-907014-79-4 |
| 4  | 26 июля 2017 года    | ISBN 978-4-75-800951-5                                                         | 11 декабря 2021 года | ISBN 978-5-907340-73-2 |
| 5  | 2 февраля 2018 года  | ISBN 978-4-75-800979-9                                                         | 11 декабря 2021 года | ISBN 978-5-907340-74-9 |
| 6  | 31 июля 2018 года    | ISBN 978-4-75-800987-4                                                         | 11 декабря 2021 года | ISBN 978-5-907340-75-6 |
| 7  | 29 марта 2019 года   | ISBN 978-4-75-802020-6 (издание с BD) ISBN 978-4-75-802019-0 (обычное издание) | 15 декабря 2022 года | ISBN 978-5-907539-08-2 |
| 8  | 13 декабря 2019 года | ISBN 978-4-75-802058-9                                                         | 12 мая 2023 года     | ISBN 978-5-907539-09-9 |
| 9  | 5 августа 2020 года  | ISBN 978-4-75-802120-3                                                         | 12 мая 2023 года     | ISBN 978-5-907539-10-5 |
| 10 | 26 февраля 2021 года | ISBN 978-4-75-802189-0 (издание с BD) ISBN 978-4-75-802188-3 (обычное издание) |                      |                        |
| 11 | 14 октября 2021 года | ISBN 978-4-75-802282-8 (издание с BD) ISBN 978-4-75-802281-1 (обычное издание) |                      |                        |

### Аниме
20 июля 2017 было объявлено об аниме-адаптации. Премьера состоялась на канале Fuji TV в блоке Noitamina. Производством аниме занималась студия A-1 Pictures, совместно с Aniplex.

### Фильм
26 июля 2018 года в видео, рекламирующем шестой том манги, появилось сообщение, что к съёмкам готовится полнометражный игровой фильм.
18 сентября 2018 года был представлен актерский состав экранизации, Мицуки Такахата и Кэнто Ямадзаки исполнили роли Наруми Момосэ и Хиротаки Нифудзи соответственно. Производством фильма занимается компания Toho, выход в японских кинотеатрах состоялся 7 февраля 2020 года.

## Восприятие и критика
Манга часто оказывалась на верхних строчках Oricon. Том 2 занял первое место и продался до 208765 экземпляров на своей первой неделе. Том 3 занял четвёртое место и на своей первой неделе продал до 209102 экземпляров. Том 4 занял первое место и на первой неделе продался до 283523 экземпляров. Общий тираж на 20 июля 2017 года составил 4,2 миллиона экземпляров. Манга заняла девятое место в Zenkoku Shotenin ga Eranda Osusume Comic 2017 («Выбор книжных магазинов в 2017 году»), опубликованном 1 февраля 2017 года. Она была номинирована на 41-ю премию Kodansha Manga Award в категории Best General Manga и заняла первое место в чарте Kono Manga ga Sugoi 2016 в категории манги для женщин.